# Josefina Halein
Josefina Halein, auch Fina Halein (* 21. Januar 1904 in Mainz-Kastel als Josefina Nordmann; † 2. März 1990 in Mainz), war eine deutsche Gewerkschafterin und Politikerin (KPD).

## Leben
Halein war eines von acht Kindern eines Arbeiters und Sozialdemokraten aus Mainz-Kastel. Nach dem Besuch der Volksschule erlernte sie ab 1914 den Beruf der Verkäuferin. Am 28. August 1926 heiratete sie das KPD-Mitglied  Karl Anton Halein. Von 1928 bis 1933 war sie Mitglied der Internationalen Arbeiterhilfe (IAH). In der Zeit des Nationalsozialismus wurde Halein 1933 und 1936 von der Gestapo vernommen. Ihr Mann war 1933 verhaftet und zu einem Jahr Gefängnis verurteilt worden; später war er arbeitslos.
1946 schloss sich Halein der KPD und der Gewerkschaft Handel, Banken und Versicherungen (HBV) an; bis 1949 war sie die HBV-Vorsitzende für Mainz. Ab 1946 arbeitete sie für die Stadt Mainz in der Betreuungsstelle für die Opfer des Faschismus, im Lastenausgleichsamt und im Fürsorgeamt. Am 14. Juni 1946 wurde sie von Karl Anton Halein geschieden. In der KPD wurde sie 1947 Mitglied des Mainzer Kreisvorstandes und 1948 Mitglied der Bezirksleitung Rheinhessen und des Sekretariats des Landesvorstandes der KPD. Dabei war Halein in allen Gremien für Frauenfragen zuständig. 1950 wurde sie Mitglied des Demokratischen Frauenbundes Deutschlands (DFD).
Von 1946 bis 1948 sowie von 1952 bis 1956 war Halein Stadträtin in Mainz. Am 1. Februar 1948 rückte sie für den ausgeschiedenen Abgeordneten Paul Baumann in den Landtag von Rheinland-Pfalz nach, dem sie bis 1951 angehörte.
Wegen der Durchführung einer „Volksbefragung gegen die Remilitarisierung“ am Arbeitsplatz wurde Halein 1951 von der Stadt Mainz entlassen. Von 1952 bis 1955 war sie Organisationssekretärin des DFD; nach dem Verbot des DFD im Jahr 1955 wurde sie wegen „Geheimbündelei“ angeklagt und im November 1960 vom Landgericht Koblenz zu einer zweimonatigen Bewährungsstrafe verurteilt. Ab 1955 arbeitete Halein für die Organisation Frohe Ferien für alle Kinder, die Aufenthalte in FDJ-Ferienlagern organisieren sollte und 1961 ebenfalls verboten wurde. Im September 1961 wurde sie wegen Gründung einer Ersatzorganisation für die 1956 verbotene KPD verhaftet und als „Rädelsführerin“ im September 1962 zu einer zehnmonatigen Gefängnisstrafe verurteilt. Verfahrensgegenstand war die Herausgabe der Kleinzeitung „Mainzer Ruf“.
1968 schloss sich Halein der neugegründeten Deutschen Kommunistischen Partei (DKP) an.
Bis ins hohe Alter engagierte sie sich in der Friedensbewegung und hielt Vorträge beim Internationalen Frauentag, um die Gewerkschaftskolleginnen beim Kampf um gleiche Rechte zu ermutigen. 1976 wurde sie zur Ehrenvorsitzenden der Gewerkschaft HBV ernannt.